# Nu juorno buono
Nu juorno buono è un singolo del rapper italiano Rocco Hunt, pubblicato il 17 febbraio 2014 come primo estratto dal secondo album in studio 'A verità.

## Descrizione
Prodotto da Mr. Ketra, Nu juorno buono è stato presentato alla sezione Nuove proposte del Festival di Sanremo 2014, ottenendo la vittoria. Durante la sua partecipazione al Festival di Sanremo il brano era cantato interamente in italiano come previsto dal regolamento lasciando in dialetto napoletano solo il titolo.  Questa versione è  stata poi mantenuta per essere trasmessa su Radio Italia. La versione in studio dove invece presenta le strofe in italiano e il ritornello in dialetto napoletano è contenuta nell'album e viene trasmessa dalla maggior parte delle radio.

## Video musicale
Per Nu juorno buono è stato girato un video musicale, il quale è stato pubblicato il 5 febbraio sul canale YouTube del rapper.

## Tracce
1. Nu juorno buono – 3:18
2. 'A voce de guagliune – 3:11
3. Nun è fernut' – 3:40
4. Nu juorno buono (Sanremo Edit) – 3:17
5. Nu juorno buono (Video) – 3:18

## Classifiche

### Classifiche settimanali
| Classifica (2014) | Posizione massima |
| ----------------- | ----------------- |
| Italia            | 5                 |

### Classifiche di fine anno
| Classifica (2014) | Posizione |
| ----------------- | --------- |
| Italia            | 42        |